# Alagón (rivier)
De Alagón is een 201-205 km lange zijrivier van de Taag in Spanje. 
De rivier loopt door verscheidene natuurreservaten en nationale parken. Er is sinds plm. 2010 veel zogenoemd ecotoerisme in ontwikkeling, waaronder arrangementen voor meerdaagse wandel-, bergwandel-, fiets- en mountainbiketochten.

## Verloop
De Alagón ontspringt in de buurt van het dorp Frades de la Sierra, ten zuiden van Salamanca. De Alagón stroomt zuidwestwaarts door de dorpen San Esteban de la Sierra, Guijo de Granadilla en het stadje Coria en mondt ten slotte uit in de Taag nabij Alcántara.
In de rivier komen enkele meanders voor, waarvan de Meandro de Melero, met een smal schiereiland, spectaculair is. Deze ligt 4 km ten zuiden van het (aan de andere kant van de rivier dan het schiereiland in de meander gelegen) gehucht Riomalo de Abajo, gemeente Caminomorisco, op de grens van de autonome gemeenschappen Extremadura en Castilië en León.
Een groot stuwmeer in de Alagón,  met aan de zuidzijde een stuwdam, is de Embalse de Gabriel y Galán. De stuwdam bevindt zich ongeveer 5 km ten westen van Zarza de Granadilla. De stuwdam werd in 1961 voltooid ten behoeve van elektriciteitsopwekking. Het 4.683 hectare grote stuwmeer leent zich voor de hengelsport. Op enkele schiereilandjes in het stuwmeer zijn faciliteiten voor diverse watersporten ontwikkeld.
Wat meer stroomafwaarts in de Alagón bevindt zich een kleiner en smaller stuwmeer. De stuwdam daarvan ligt direct ten noorden van het plaatsje Valdeobispo.

## Zijrivieren
Een relatief grote linker zijrivier is de Jerto. Deze is 70 km lang en stroomt o.a. door het stadje Plasencia. Enkele kilometers bovenstrooms van Plasencia ligt een stuwdam met een 6 km lang stuwmeer in de Jerto.
Aan een andere, 55 km lange linker zijrivier van de Alagón, de Río Cuerpo de Hombre, ligt het stadje Béjar.
Een rechter zijrivier van de Alagón is de Río Francia, die door het gebergte Sierra de Francia stroomt. Bij de monding van de Río Francia in de Alagón ligt het bezienswaardige, door een middeleeuws kasteel gedomineerde bergdorp Miranda del Castañar. In dit zelfde gebergte ligt, 2 km ten noordwesten van de Alagón het schilderachtige bergstadje Sotoserrano.

## Afbeeldingen

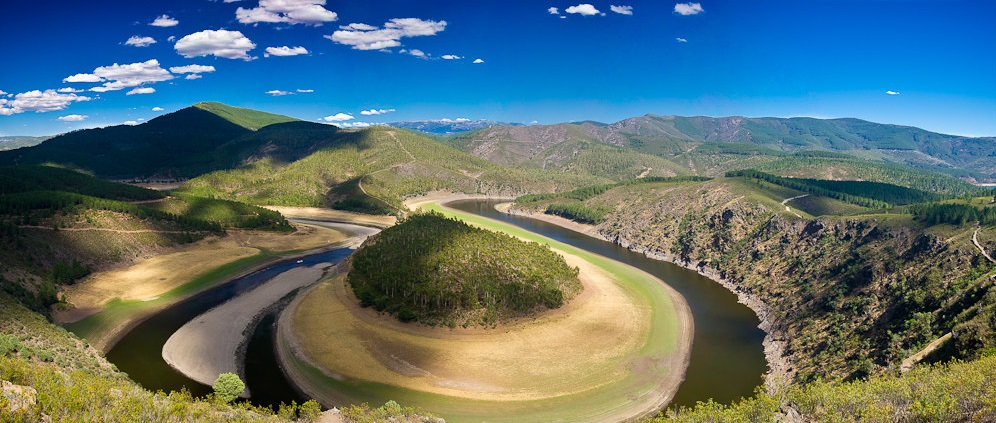
De Meandro de Melero
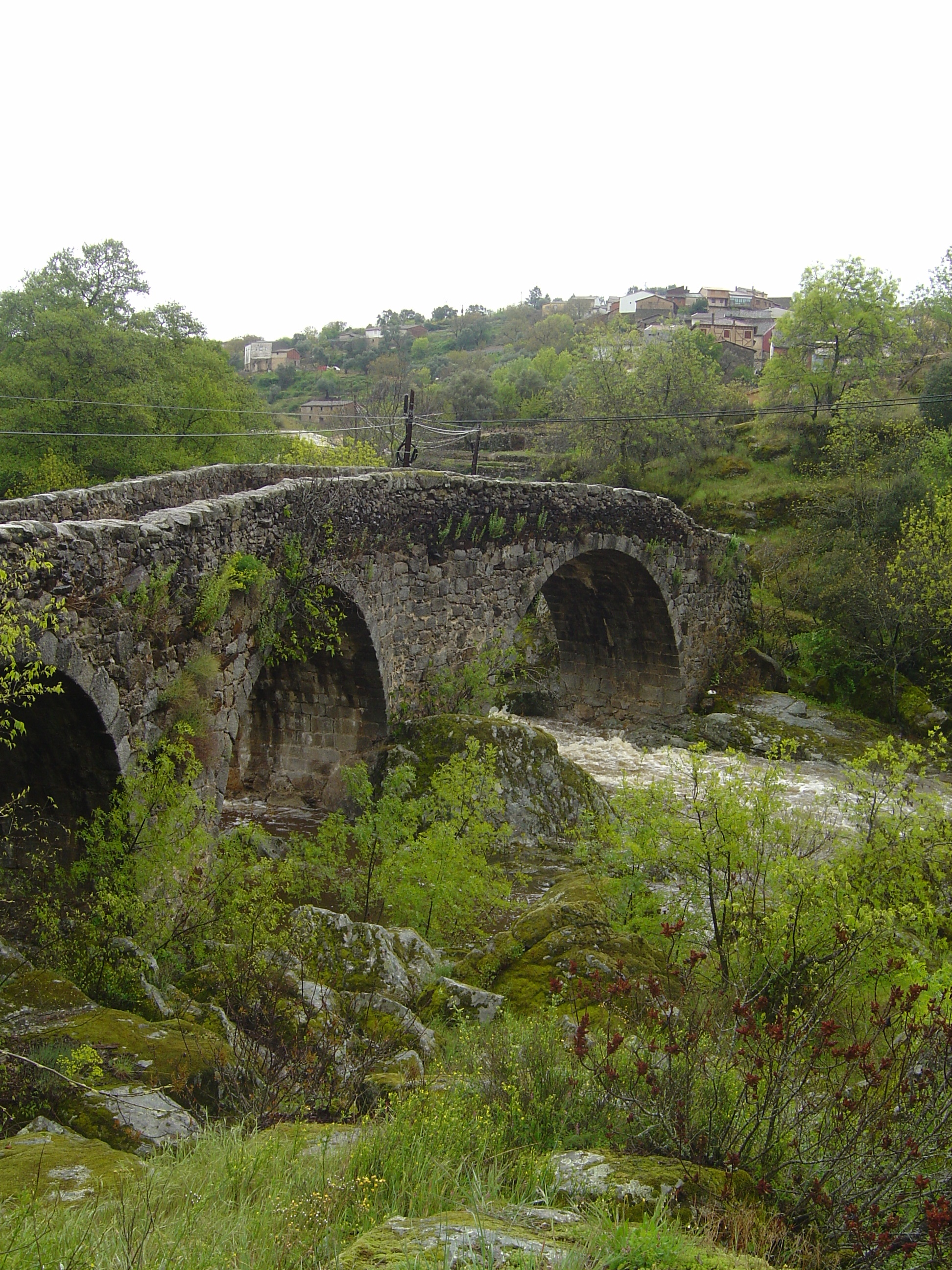
Oude brug over de Alagón, San Esteban de la Sierra
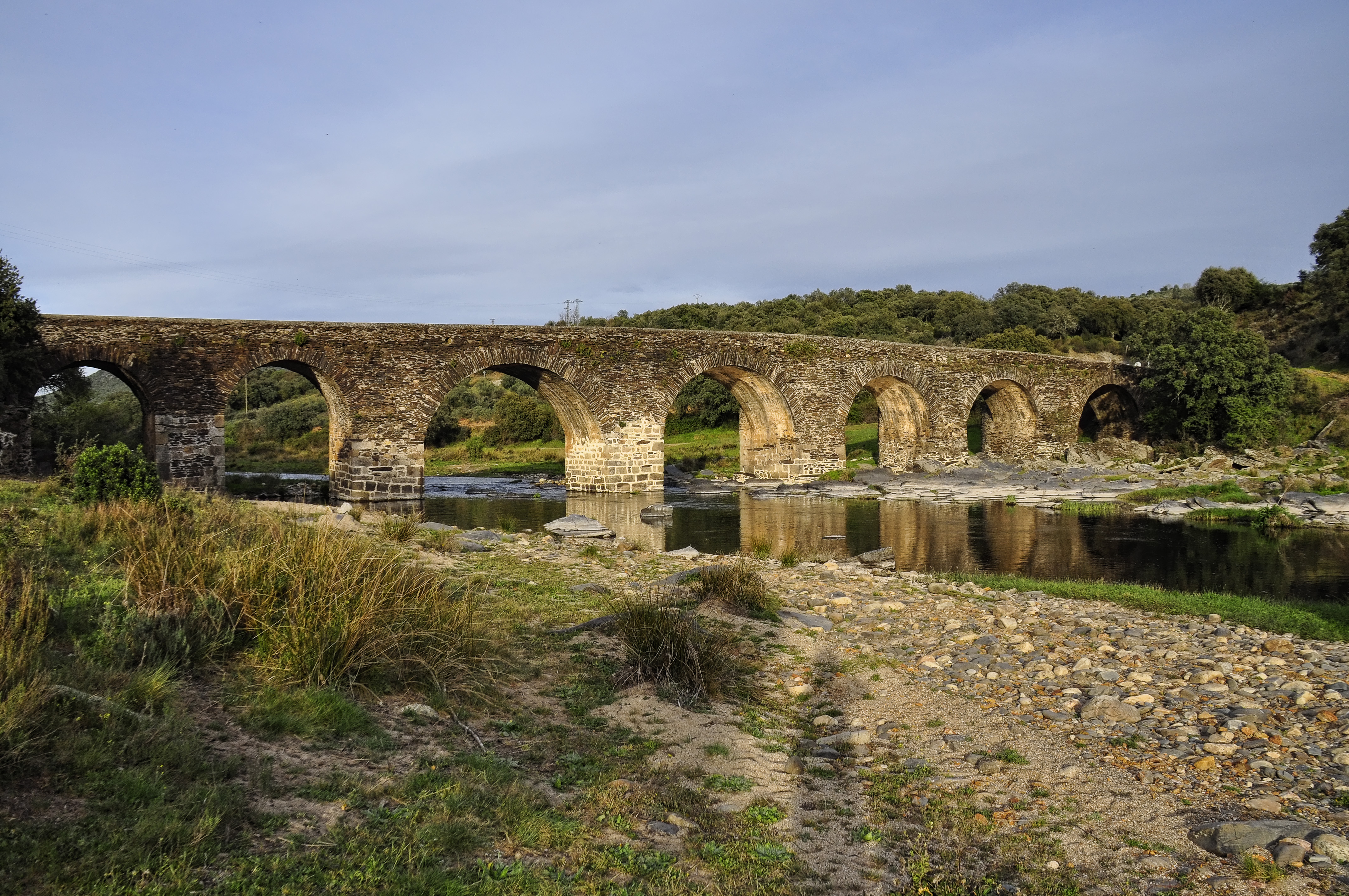
Oude brug over de Alagón, 2 km ten zuidoosten van Sotoserrano
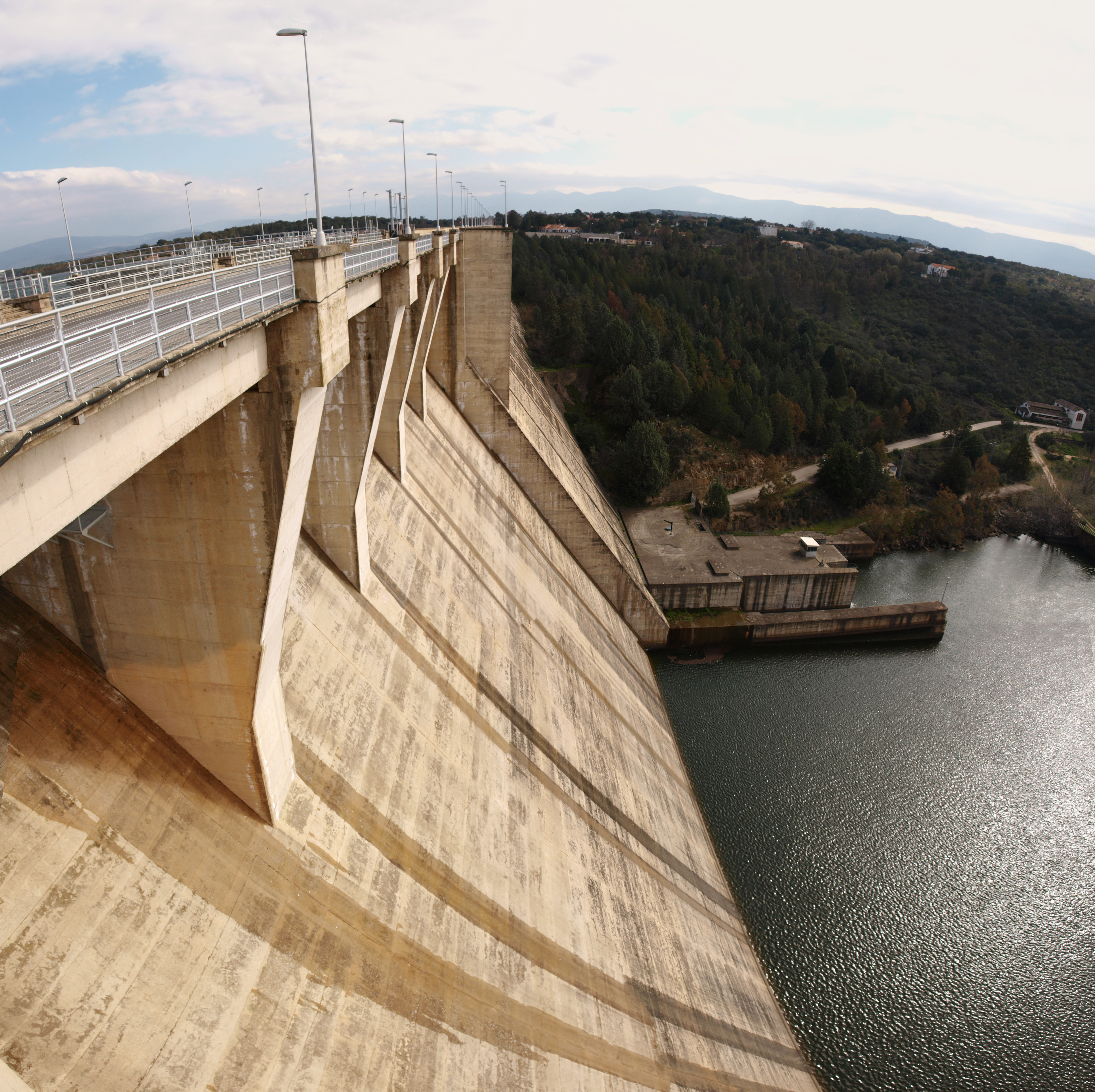
Stuwdam Embalse de Gabriel y Galán
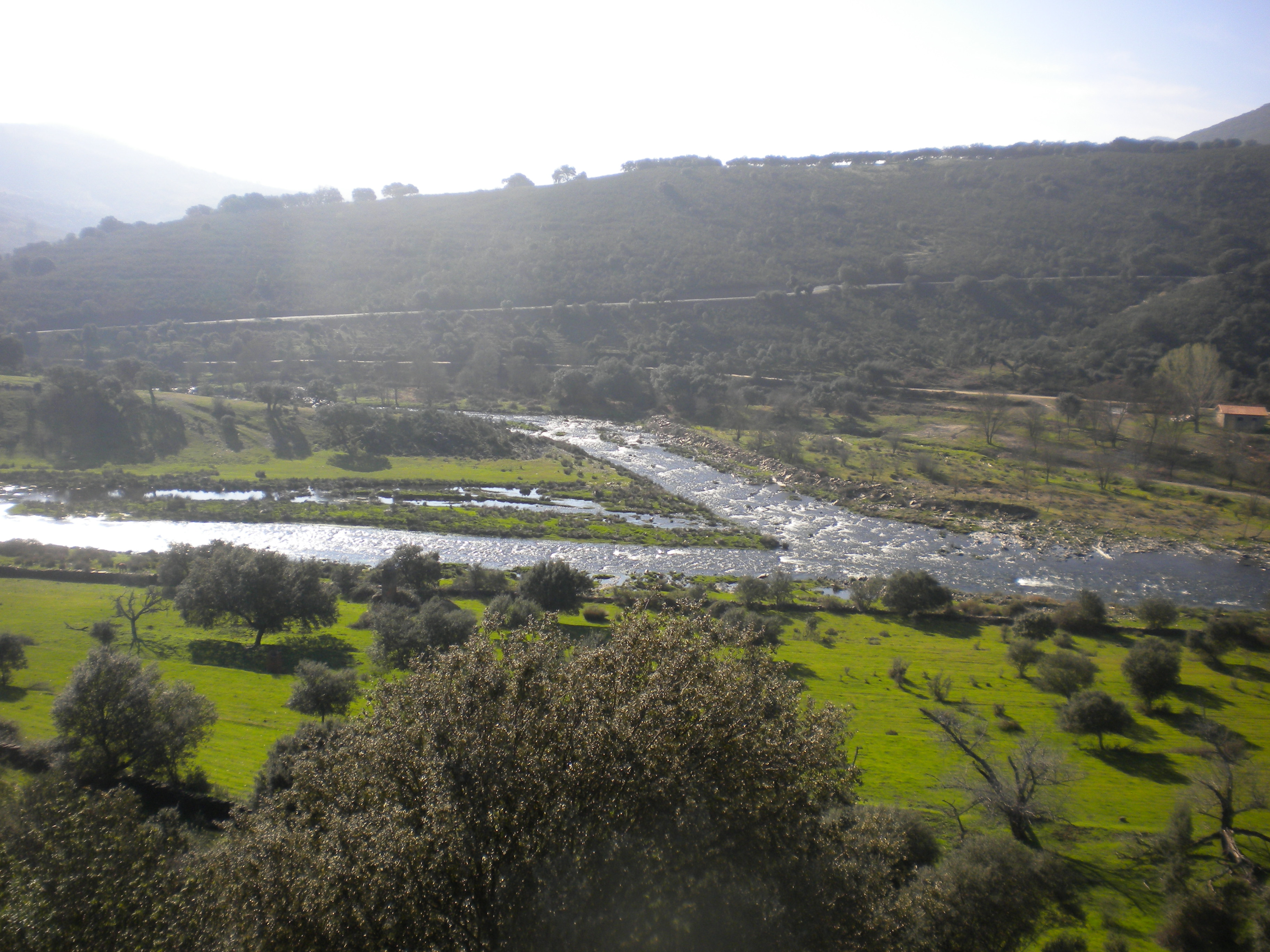
Monding van de Río Cuerpo de Hombre in de Alagón
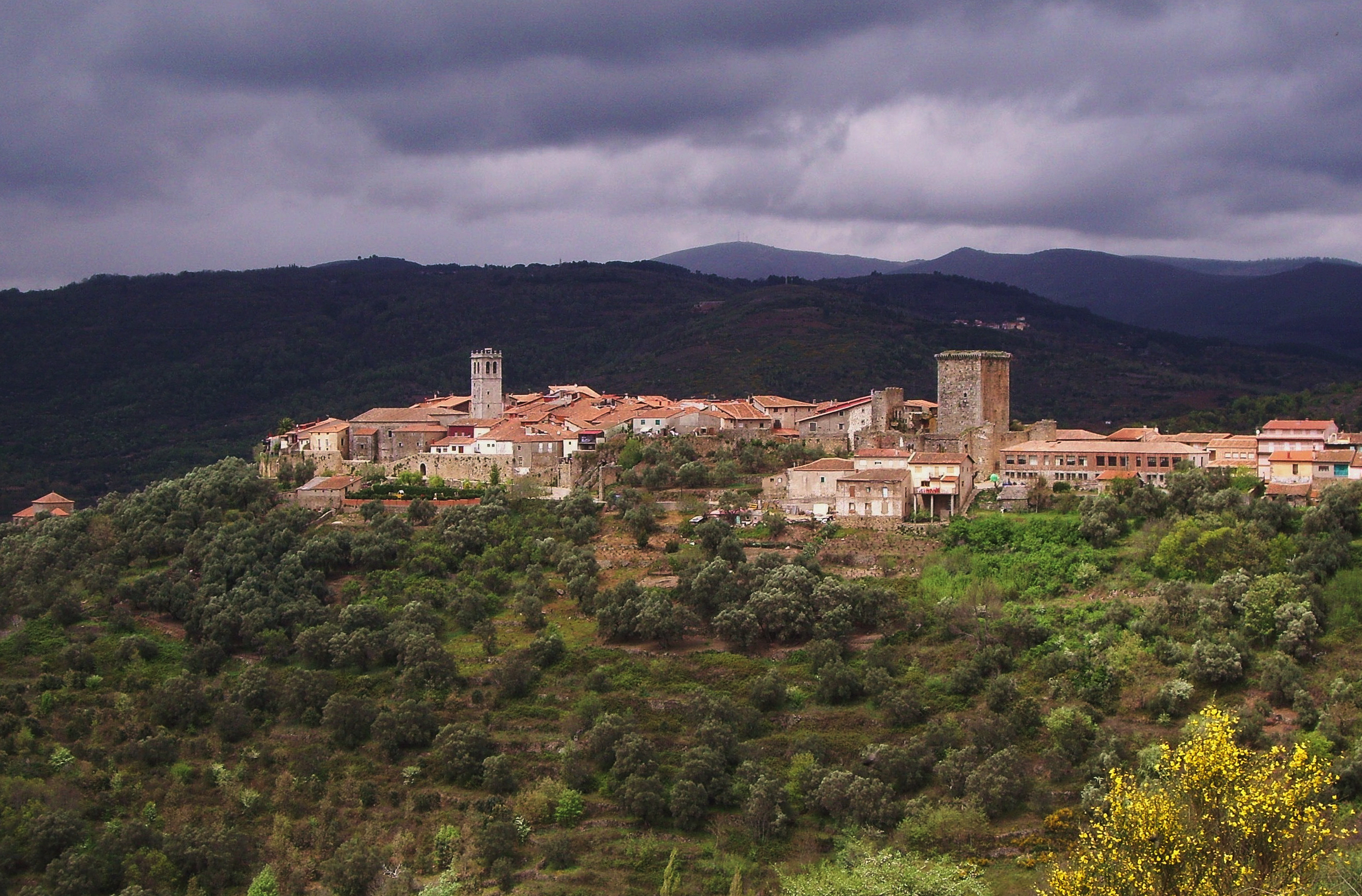
Miranda del Castañar